# Fação nacionalista
A facção nacionalista (em castelhano: bando nacional) ou facção rebelde (em castelhano: bando sublevado), foi uma grande facção da Guerra Civil Espanhola de 1936 a 1939. Foi composto por uma variedade de grupos políticos que apoiaram o Golpe de Julho de 1936 contra a Segunda República Espanhola, incluindo a Falange, a CEDA e dois pretendentes monarquistas rivais: os afonsistas e os carlistas. Em 1937, todos os grupos foram fundidos na Falange. Um dos principais líderes (em castelhano: Caudillo) do golpe de 1936, o general Francisco Franco, lideraria esta facção ao longo da guerra e mais tarde se tornaria o ditador da Espanha de 1939 a 1975.
O termo nacionalistas ou nacionais (nacionales) foi cunhado por Joseph Goebbels após a visita da delegação Espanhola clandestina liderada pelo Capitão Francisco Arranz solicitando material de guerra em 24 de Julho de 1936, para dar um manto de legitimidade à ajuda da Alemanha Nazi aos militares rebeldes espanhóis. Os líderes da facção rebelde, que já haviam sido denominados "Cruzados" pelo Bispo de Salamanca Enrique Pla y Deniel — e também usaram o termo Cruzada para a sua campanha — imediatamente tomaram-lhe o gosto.
O termo bando nacional — como o termo rojos (vermelhos) para se referirem aos lealistas — é considerado por alguns autores como um termo ligado à propaganda daquela facção, portanto em círculos acadêmicos o termo 'rebeldes' (bando sublevado) é preferido. Ao longo da guerra civil, o termo "nacionalista" foi usado principalmente pelos membros e apoiantes da facção rebelde, enquanto os seus oponentes usavam os termos fascistas (fascistas) ou facciosos (sectários) para se referirem a essa facção.

## Beligerantes
A rebelião militar encontrou amplas áreas de apoio tanto dentro da Espanha como na esfera internacional. Na Espanha, o lado franquista era apoiado principalmente pela classe alta predominantemente conservadora, profissionais liberais, organizações religiosas e fazendeiros proprietários de terra. Baseava-se principalmente nas áreas rurais, onde movimentos políticos progressistas haviam feito poucas incursões, como grandes áreas da Meseta Norte, incluindo quase toda a Velha Castela, bem como La Rioja, Navarra, Alava, a área perto de Saragoça, em Aragão, a maior parte da Galiza, partes de Cáceres na Extremadura e muitas bolsas dispersos na Andaluzia rural, onde a sociedade local ainda seguia antigos padrões tradicionais e ainda era intocada pelo pensamento "moderno".

### Grupos políticos
Politicamente esta facção reuniu vários partidos e organizações que em alguns casos adotaram ideologias opostas, como os conservadores CEDA e os radicais de Alejandro Lerroux (liberais), assim como falangistas, católicos e movimentos pró-monárquicos como os agraristas e os carlistas (requetés).

CEDA

#### CEDA (Confederación Española de Grupos Autónomos de Derecha)
A Confederação Espanhola de Grupos Autônomos de Direita, CEDA, era uma organização política católica de direita dedicada ao antimarxismo. A CEDA foi liderado por José María Gil-Robles e Quiñones. O CEDA afirmou que estava a defender a Espanha e a "civilização Cristã" do marxismo, e afirmou que a atmosfera política na Espanha fazia da política uma questão de marxismo versus antimarxismo. Com o advento da ascensão do Partido Nazista ao poder na Alemanha, o CEDA alinhou-se com as manobras de propaganda semelhantes aos nazistas, incluindo a ênfase Nazista na autoridade, na pátria e na hierarquia. Gil-Robles participou em audiência no comício do Partido Nazi em Nuremberga e foi influenciado por ele, a partir de agora se comprometendo a criar uma única frente contra-revolucionária antimarxista na Espanha. Gil-Robles declarou sua intenção de "dar à Espanha uma verdadeira unidade, um novo espírito, uma política totalitária ..." e prosseguiu dizendo que "a Democracia não é um fim, mas um meio para a conquista do novo estado. Quando a altura chegar, ou o parlamento se submete ou vamos eliminá-lo. " A CEDA realizou comícios de estilo fascista, chamado Gil-Robles "Jefe", o equivalente a Duce, e afirmou que a CEDA poderia liderar uma "Marcha em Madrid" para tomar o poder pela força. A CEDA não conseguiu obter os ganhos eleitorais substanciais de 1931 a 1936 que eram necessários para formar governo, o que resultou na diminuição do apoio da direita que se voltou para o beligerante líder monarquista Alfonsista José Calvo Sotelo.  Posteriormente, a CEDA abandonou a sua moderação e legalismo e começou a fornecer apoio àqueles que estavam comprometidos com a violência contra a república, incluindo a entrega de seus fundos eleitorais ao líder inicial do golpe militar contra a república, General Emilio Mola. Posteriormente, partidários do movimento juvenil da CEDA, Juventudes de Acción Popular (JAP) começaram a desertar em massa para se juntar à Falange, e deixaram de existir como uma organização política em 1937. Foi a facção que melhor se beneficiou dentro da facção nacionalista.

A Cruz de Borgonha, símbolo máximo do Império Espanhol durante o Século de Ouro que acabou sendo adotado pelo Carlismo

#### Requeté (Carlistas, Comunión Tradicionalista, Legitimistas, Clericales, Ultramontanos, Javieristas)
Os Carlistas, encabeçados pela Comunhão Tradicionalista, eram fervorosos católicos ultra-tradicionalistas que procuraram a instalação do pretendente Francisco Xavier de Bourbon-Parma, como legítimo Rei das Espanhas. Os carlistas eram antirrepublicanos, antidemocráticos e firmemente antissocialistas, de tal maneira que se opunham ideologicamente tanto a Hitler quanto a Mussolini por causa de suas tendências modernas, uma vez que a doutrina carlista luta por uma monarquia tradicional ao molde medieval hispânico. Foram liderados por Manuel Fal Conde e mantiveram sua principal base de apoio em Navarra. Juntamente com a Falange, foram os primeiros apoiantes do golpe militar contra a república. Suas fileiras eram compostas exclusivamente por voluntários, sendo que a maioria, cerca de 70-80%, advinham das classes trabalhadoras.
Os carlistas tinham uma longa história de violenta oposição ao liberalismo desde 1833, quando lançaram uma guerra civil de seis anos contra o Estado. Foram os carlistas que impuseram o uso da rojigualda em detrimento da bandeira tricolor republicana e, orientados pelo filo-carlista Cardeal Isidro Gomá, deram força ao termo Cruzada para referenciar-se à guerra civil. Eram fortemente intransigentes a qualquer coligação com outros movimentos, até mesmo acreditando que nenhum não-carlista poderia ter intenções honestas.
Antes da guerra, a Comunhão Tradicionalista secretamente organizou diversas milícias de combate (ao contrário da Falange, que se limitava a atuar politicamente e a praticar atentados urbanos contra a esquerda), fornecendo instruções de tiro, escotismo e ordem unida a seus filiados. Ao contrário dos camisas-negras da Itália ou dos camisas-pardas da Alemanha, porém, os carlistas não faziam marchas e nem impunham um modo de vida militar moderno (incluindo uniformes) à maioria de seus integrantes. Com ajuda do também carlista General José Enrique Varela, as milícias carlistas se tornaram a força-motora das tropas do General Emilio Mola e garantiram permanentemente a vitória da fação nacionalista no norte da Espanha. Sem os carlistas, que garantiram seu apoio ao levante através do antecessor de Franco como Caudilho de Espanha, o filo-carlista José Sanjurjo, a guerra civil teria tido um rumo totalmente diferente.
Durante a guerra, o requeté, como era conhecida historicamente a tropa carlista, atingiu o pico de 60 000 soldados, mas, no final das hostilidades, sua força total foi reduzida para 23 000 tanto por questões políticas movidas por Franco (foram impedidos de recrutar mais voluntários) quanto por um decréscimo de reservas militares. Entre os voluntários estrangeiros para o movimento se destaca um número expressivo de russos brancos na unidade do Tercio de María Molina, pois estes, sendo majoritariamente leais ao último Zár da Rússia, a quem consideravam mártir, se identificavam muito mais com o trilema carlista Dios, Pátria, Rey ("Deus, Pátria, Rei") e com a causa religiosa do requeté que com a pretensa democracia cristã da CEDA, o afonsismo historicamente liberal ou a revolução sindical da Falange.
Um fato intrigante da força militar carlista, apesar de "profissional", é que também tinha peculiaridades que remetiam ao medievo e que já haviam sido observadas nas três rebeliões carlistas anteriores. Se por acaso a festa de determinado santo coincidisse com a estagnação das hostilidades no fronte, por exemplo, diversos soldados carlistas (especialmente os bascos) simplesmente abandonavam seus postos e, sem ao menos informar seus comandantes, retornavam para suas vilas a fim de visitarem suas famílias. Estes mesmos soldados, ao contrário de desertarem, reapareciam para o serviço dias depois, geralmente com mais mantimentos pessoais e acompanhados de seus irmãos, primos e/ou filhos mais novos.
Os carlistas também possuíam certa animosidade com a Falange Espanhola. De maneira geral, os carlistas enxergavam os falangistas (especialmente os da velha guarda) como revolucionários vermelhos que, frustrados com os rumos da esquerda, acabaram abraçando o nacionalismo moderno e por isso militavam por um suposto estado sindical. A Falange, por outro lado, via o carlismo como um monarquismo risível. Os carlistas, durante suas comemorações no pós-guerra, já após o decreto de unificação, costumavam gritar como provocação aos falangistas: "¡Viva el Rey!" ("viva o rei!") e "¡Muera el socialismo de estado!" ("morra o socialismo de estado!"). O ápice do confronto ocorreu em 1942, em frente à Igreja de Nossa Senhora de Bergonha, num atentado em que uma dupla falangista lançou duas granadas contra uma aglomeração de carlistas que acabavam de sair da missa dominical.
Foi o grupo que menos se beneficiou politicamente com o caudilhismo franquista no pós-guerra. Seu pretendente e vários líderes carlistas, como o próprio Fal Conde, foram exilados por Franco ao se recusarem a colaborar caso a monarquia legítima não fosse restaurada, o que nunca aconteceu. Após o fim do regime franquista, João Carlos I de Espanha, o pretendente isabelino/alfonsino arquirrival dos carlistas (que levavam este nome por terem sido partidários de Carlos V, Carlos VI, Carlos VII e seus descendentes), foi instalado como Rei da Espanha no lugar de Carlos Hugo, Duque de Parma (que se estilizava Carlos "VI") ou do príncipe Sisto Henrique (atual pretendente carlista da linha tradicional, estilizado como Henrique V). 

#### FE-JONS (Falange Española de las Juntas de Ofensiva Nacional-Sindicalista)
A Falange era originalmente um partido político fascista espanhol fundado por José António Primo de Rivera, filho do ex-ditador espanhol Miguel Primo de Rivera. A Falange foi criada com a ajuda financeira do financiamento monarquista Alfonsista. Ao ser formada, contudo, a Falange Espanhola era oficialmente anticlerical e antimonarquista. Como proprietário de terras e aristocrata, Primo de Rivera assegurou às classes altas que o fascismo Espanhol não sairia de seu controle como os seus equivalentes na Alemanha e na Itália. Em 1934, a Falange Espanhola fundiu-se com a pró-nazista Juntas de Ofensiva Nacional-Sindicalista de Ramiro Ledesma Ramos (que também era stalinista), criando assim a Falange Espanhola das Juntas de Ofensiva Nacional-Sindicalista.

Inicialmente, a Falange carecia de fundos e era um pequeno movimento baseado em estudantes que pregava sobre uma violenta revolução nacionalista utópica. A Falange cometeu atos de violência antes da guerra, incluindo envolver-se em brigas de rua com seus opositores políticos que ajudaram a criar um estado de ilegalidade que a imprensa de direita culpou a república para apoiar uma revolta militar. Os esquadrões de terror Falangistas procuraram criar uma atmosfera de desordem para justificar a imposição de um regime autoritário. Com o início da desilusão da classe média com o legalismo da CEDA, o apoio à Falange expandiu-se rapidamente. 

Falange

A Falange foi um dos primeiros apoiantes do golpe militar contra a república, sendo o outro os carlistas. Após a morte de José Antonio Primo de Rivera, Manuel Hedilla, seu sucessor, tentou tomar o controle da Falange, mas este foi usurpado por Franco, que procurou assumir o controle do movimento como parte de sua ação para assumir o controle da facção nacional. Em 1937, Franco anunciou um decreto de unificação dos movimentos políticos Nacionais, particularmente a Falange e os carlistas em um único movimento, nominalmente ainda a Falange, sob sua liderança. Tanto os Falangistas como os Carlistas (que eram opostos extremos) ficaram inicialmente furiosos com a decisão, os Falangistas, em particular, viram o seu papel ideológico como sendo usurpado pela Igreja Católica e a sua "revolução" sendo indefinidamente adiada.
Após a unificação e tomada da liderança, Franco distanciou o partido do fascismo e declarou "A Falange não se considera fascista; seu fundador disse isso pessoalmente". Após este anúncio, a prática na facção nacional de se referir à Falange como "fascistas" desapareceu em 1937, mas Franco não negou que havia fascistas dentro da Falange. Franco declarou que o objetivo da Falange era incorporar a "grande massa neutra do não-filiado" e prometer que nenhuma rigidez ideológica poderia interferir no objetivo. Sob a liderança de Franco, a Falange abandonou as tendências anticlericais anteriores e promoveu o nacional-catolicismo neotradicionalista (a que carlistas como Rafael Gambra Ciudad diziam ser um falso tradicionalismo), embora continuasse a criticar o pacifismo católico. A Falange de Franco também abandonou a hostilidade ao capitalismo, com o membro da Falange Raimundo Fernández-Cuesta a declarar que o sindicalismo nacional da Falange era totalmente compatível com o capitalismo.

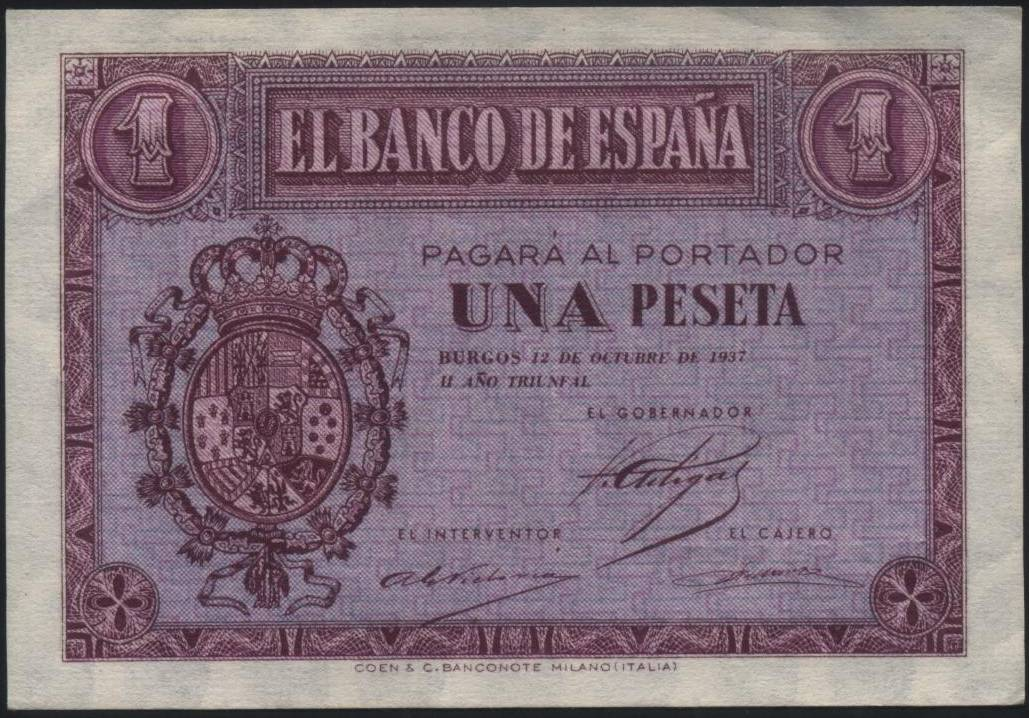
Cédula emitida pelo governo nacionalista em Outubro de 1937 com o brasão de armas de

#### Afonsistas (Renovación Española, diversos oficiais militares, etc.)
Os afonsistas foram um movimento que apoiou a restauração de Afonso XIII como monarca após a fundação da Segunda República Espanhola em 1931. Eles competiram com os monarquistas rivais, os carlistas, pelo trono Espanhol. Após o derrube da monarquia de Afonso XIII, os partidários afonsistas formaram a Renovación Española, um partido político monarquista, que detinha considerável influência económica e tinha defensores próximos no exército Espanhol. A Renovación Española não conseguiu, no entanto, tornar-se um movimento político de massas. Em 1934, os afonsistas, liderados por Antonio Goicoechea, juntamente com os carlistas, encontraram-se com o ditador italiano Benito Mussolini para obter apoio a uma revolta contra a república, na qual Mussolini prometeu fornecer dinheiro e armas para tal ação. De 1934 a 1936, o carismático líder afonsista José Calvo Sotelo falou da necessidade da "conquista do Estado" como o único meio de assegurar o estabelecimento de um Estado corporativista autoritário ideal. Sotelo fez discursos apaixonados em apoio a uma contrarrevolução violenta e enfatizou a necessidade de uma insurreição militar contra a república para combater as ameaças do comunismo e do separatismo que ele culpou como sendo causado pela república. Sotelo foi sequestrado e assassinado por opositores políticos (que estavam inicialmente á procura de Gil-Robles da CEDA para o sequestrar) em 13 de Julho de 1936, o que provocou fúria na direita política e ajudou a legitimar o golpe militar contra a república.
Quando a guerra estourou, o Infante João, filho de Afonso XIII e herdeiro do trono Espanhol, solicitou a permissão de Franco para participar do esforço de guerra dos nacionalistas, alistando-se como membro da tripulação do cruzador Baleares, que estava próximo da sua conclusão. Ele prometeu abster-se de atividades políticas, mas Franco recusou, acreditando que ele se tornaria uma figura de proa para os afonsistas, que detinham uma forte presença nas forças armadas.

### Militares

#### Exército da África

Exército da África

O Exército da África foi um exército de campanha estacionado no Marrocos Espanhol — um legado da Guerra do Rife — sob o comando do General Francisco Franco. Consistia na Legião Estrangeira Espanhola e nas Regulares, unidades de infantaria e cavalaria recrutadas da população do Marrocos Espanhol e com oficiais Espanhóis como comandantes.
Os Regulares operavam como as tropas de choque das forças Nacionais em troca de um pagamento substancial. Mais de 13 000 soldados marroquinos foram transportados por via aérea em 20 aviões Junkers Ju 52 fornecidos por Hitler entre o início do conflito em julho e outubro de 1936. A sua crueldade e comportamento irresponsáveis não eram aleatórios, mas faziam parte de um plano calculado dos líderes militares franquistas. a fim de instigar o terror nas linhas de defesa republicanas.

## Apoio estrangeiro

### Itália

Itália fascista

A Itália sob a liderança fascista de Benito Mussolini apoiou o derrube da república e o estabelecimento de um regime que serviria como um estado cliente para a Itália. A Itália desconfiava da República Espanhola devido a suas tendências pró-francesas e antes da guerra havia feito contatos com grupos de direita Espanhóis. A Itália justificou a sua intervenção como uma ação destinada a impedir a ascensão do bolchevismo na Espanha. O regime Fascista da Itália considerava a ameaça do bolchevismo um risco real com a chegada de voluntários da União Soviética que lutavam pelos Republicanos. Mussolini forneceu apoio financeiro, bem como treinamento para os afonsistas, carlistas e a Falange. Mussolini conheceu o líder falangista José Antonio Primo de Rivera em 1933, mas não teve muito entusiasmo no estabelecimento do fascismo na Espanha na época.
Em janeiro de 1937, uma força expedicionária de 35 000 italianos, o Corpo Truppe Volontarie, estava na Espanha sob o comando do General Mario Roatta. O contingente era composto de quatro divisões: Littorio, Dio lo Vuole ("Deus o quer"), Fiamme Nere ("Chamas Negras") e Penne Nere ("Penas Negras"). A primeira dessas divisões foi composta de soldados; as outras três de voluntários dos Camisas Negras. A Itália forneceu às forças nacionalistas aviões de caça e bombardeiros que desempenharam um papel significativo na guerra. Em março de 1937, a Itália interveio nos assuntos políticos dos nacionalistas, enviando Roberto Farinacci a Espanha para instar Franco a unir os movimentos políticos nacionalistas em um fascista "Partido Nacional Espanhol".

### Alemanha

Alemanha Nazi

A Alemanha Nazi forneceu aos nacionalistas material, especialistas e um poderoso contingente da força aérea, a Legião Condor das forças expedicionárias Alemãs, que forneciam transporte aéreo de soldados e material da África espanhola para a Espanha Peninsular e providenciavam operações ofensivas contra as forças Republicanas. A Guerra Civil Espanhola forneceria um campo de testes ideal para a proficiência das novas armas produzidas durante o Rearmamento da Alemanha. Muitas técnicas de bombardeio aeronáutico foram testadas pela Legião Condor contra o governo Republicano em solo Espanhol com a permissão do Generalíssimo Franco. Hitler insistiu, no entanto, que seus projetos de longo prazo eram pacíficos, uma estratégia rotulada como "Blumenkrieg" (Guerra das Flores).
A Alemanha tinha importantes interesses económicos em jogo na Espanha, uma vez que a Alemanha importava grandes quantidades de minério do
Marrocos Espanhol. O regime Nazi enviou o General reformado Wilhelm Faulpel como embaixador no regime de Franco, Faulpel apoiou Franco e a Falange na esperança de que eles criassem um regime semelhante ao nazismo na Espanha. A dívida de Franco e dos nacionalistas para com a Alemanha aumentou rapidamente com a compra de material Alemão, e da necessária ajuda financeira da Alemanha, uma vez que os Republicanos tinham acesso à reserva de ouro da Espanha.

### Portugal

República Portuguesa

Após a eclosão da guerra civil, o Primeiro-Ministro Português António de Oliveira Salazar quase imediatamente apoiou as forças nacionalistas. O regime do Estado Novo de Salazar mantinha relações tensas com a República Espanhola que mantinha dissidentes portugueses em seu regime. Portugal desempenhou um papel fundamental no fornecimento às forças de Franco de munições e muitos outros recursos logísticos. Apesar do seu discreto envolvimento militar directo — limitado a um endosso um pouco "semi-oficial", pelo seu regime autoritário, de uma força de 8 000 a 12 000 voluntários, os chamados "Viriatos" — durante toda a duração do conflito, Portugal foi fundamental para fornecer à facção nacionalista uma organização logística vital e assegurar a Franco e seus aliados que nenhuma interferência impediria o tráfego de suprimentos direcionado aos nacionalistas, cruzando as fronteiras dos dois países ibéricos — os nacionalistas costumavam se referir a Lisboa como "o porto de Castela". Em 1938, com a vitória de Franco cada vez mais certa, Portugal reconheceu o regime de Franco e depois da guerra de 1939 assinou um tratado de amizade e pacto de não agressão que ficou conhecido como o Pacto Ibérico. Portugal desempenhou um importante papel diplomático no apoio ao regime de Franco, inclusive insistindo no Reino Unido que Franco procurava replicar o Estado Novo de Salazar e não a Itália fascista de Mussolini.

### Cidade do Vaticano

Cidade do Vaticano

Entre muitos católicos influentes na Espanha, compostos principalmente de Tradicionalistas conservadores e pessoas pertencentes a grupos pró-Monárquicos, a perseguição religiosa era direta e baseada em evidências, provavelmente acertadamente atribuídas principalmente ao governo da República. A indignação resultante foi usada após o golpe de 1936 da facção nacionalista/monarquista e prontamente se estendeu. A Igreja Católica ficou do lado do governo rebelde e definiu os espanhóis religiosos que foram perseguidos nas áreas Republicanas como "mártires da fé". Os católicos devotos que apoiavam a República Espanhola incluíam oficiais do alto escalão do Exército Popular, como o general republicano católico Vicente Rojo Lluch, bem como os católicos nacionalistas bascos que se opunham à facção rebelde.
Inicialmente, o Vaticano absteve-se não declarando abertamente o seu apoio ao lado rebelde na guerra, embora durante muito tempo permitisse que altas figuras eclesiásticas na Espanha o fizessem e definissem o conflito como uma "Cruzada". Ao longo da guerra, no entanto, a propaganda franquista e os influentes católicos Espanhóis rotularam a República secular como "inimiga de Deus e da Igreja" e denunciaram a República, responsabilizando-a por atividades anticlericais, como o encerramento de escolas católicas, bem como a matança de padres e freiras por multidões exaltadas e a profanação de edifícios religiosos.
Abandonado pelas potências da Europa Ocidental, o lado republicano dependia principalmente da assistência militar Soviética, o que ajudou a criar o retrato da República Espanhola como um estado "marxista" e sem deus na propaganda franquista. Por meio de sua extensa rede diplomática, a Santa Sé usou a sua influência para fazer pressão pelo lado rebelde. Durante uma Exposição Internacional de Arte em Paris em 1937, na qual os governos franquista e Republicano estiveram presentes, a Santa Sé permitiu que o pavilhão nacionalista exibisse a sua exposição sob a bandeira do Vaticano, pois a bandeira do governo rebelde ainda não era reconhecida. Em 1938, a Cidade do Vaticano já havia reconhecido oficialmente o Estado Espanhol de Franco, sendo um dos primeiros a fazê-lo.
Sobre a posição da Santa Sé durante e depois da Guerra Civil, Manuel Montero, professor da Universidade do País Basco, comentou em 6 de maio de 2007:
A Igreja, que defendia a ideia de uma "Cruzada Nacional" para legitimar a rebelião militar, foi uma parte beligerante durante a Guerra Civil, mesmo à custa de alienar parte de seus membros. Continua num papel beligerante em sua resposta incomum à Lei da Memória Histórica recorrendo à beatificação de 498 "mártires" da Guerra Civil. Os sacerdotes executados pelo exército de Franco não são contados entre eles. Continua a ser uma Igreja que é incapaz de transcender o seu comportamento unilateral de 70 anos atrás e ser ameno ao fato de que esse passado deve sempre nos assombrar. Neste uso político da concessão do reconhecimento religioso, pode-se perceber a sua indignação em relação às compensações às vítimas do franquismo. Os seus critérios seletivos em relação às pessoas religiosas que faziam parte de suas fileiras são difíceis de entender. Os padres que foram vítimas dos republicanos são "mártires que morreram perdoando", mas os padres que foram executados pelos franquistas são esquecidos.

### Outros apoiantes
1 000 a 2 000 ingleses, irlandeses, franceses, russos "brancos", voluntários poloneses, romenos e belgas foram para Espanha para lutar ao lado dos nacionalistas.